# 西姜寨镇
西姜寨镇，是中华人民共和国河南省開封市祥符区下辖的一个乡镇级行政单位。，原为西姜寨乡，2024年11月撤乡设镇。

## 行政区划
西姜寨乡下辖以下地区：
西姜寨村、大律王村、刘俄村、贾岗村、伏堂王村、段木周村、杨岗村、大王村、仇店村、李店村、史岗村、铁刘店村、郭厂村、刘庄村、寨刘村、油村、韩砦村、大孙村、土刘村、水流村、咀刘村、后岗村、扇车李村、赵店村、牛头山村、尹口村、靳砦村、前长岗村、吴砦村、后长岗村和白庄村。